# Phlyctochytrium bullatum
Phlyctochytrium bullatum är en svampart som beskrevs av Sparrow 1937. Phlyctochytrium bullatum ingår i släktet Phlyctochytrium och familjen Chytridiaceae.   Inga underarter finns listade i Catalogue of Life.